# دفا بت
دفا بت یک شرکت شرط‌بندی اینترنتی است که در ماکاتی، فیلیپین مستقر است. این برند پرچمدار و شرکت تابعه آسیا BGE است، و توسط اداره منطقه اقتصادی اقتصادی کاگیان (CEZA) و شرکت تفریحی کاگیان (FCLRC) مجوز و تنظیم می‌شود. دفا بت وب سایتی را اداره می‌کند که یک سرویس مطمئن برای شرط‌بندی آنلاین به مشتریان ارائه می‌دهد.

## تاریخ
Dafabet در ۷ نوامبر ۲۰۰۴، در ماکاتی، فیلیپین با زیرمجموعه شرکت خصوصی AsiaBGE با مجوز از Zone Authority Zag اقتصادی (CEZA) تأسیس و توسط فرست کاگان (FCLRC) تنظیم شد. این شرکت ابتدا در کشورهای آسیایی فعالیت می‌کرد و بعداً با حمایت مالی از باشگاه‌های فوتبال نوردیچ سیتی، استون ویلا، بلکبرن روورز، ساندرلند اف سی، برنلی FC، اورتون FC و سلتیک FC تبلیغات حضور در انگلستان را انجام داد.  تحت آسیا BGE (Isle of Man) محدود، توسط کمیسیون قمار در انگلیس مدیریت و تنظیم می‌شود. حضور دفابت بیش از یک دهه در کشورهای آسیایی از جمله تایلند، ویتنام، اندونزی و مالزی ادامه داشت.